# مرآة إسكندري
مرآة إسكندري هي أسطورة فارسية عن حياة ومآثر الإسكندر الأكبر ألفها الشاعر أمير خسرو (ت. 1325)، واكتملت في عام 1299/1300 في عهد محمد الثاني من خوارزم . وقد قُدِّمَت على شكل 35 خطابًا، يبلغ عدد أبياتها 4416 بيتًا في طبعة عام 1977 من النص الذي أنتجه جمال ميرسيدوف. مثل سلفه نظامي الكنجوي، شكلت أسطورة الإسكندر لأمير خسرو الجزءَ الرابع من كتابه المخمسات (مجموعة من خمسة من أعماله الرئيسة)، وكانت أول رد على كتاب إسكندر نامه لنظامي. يعبر النص عن رغبة في السلام والاستقرار الذي جلبه الإسكندر على عكس فترة عدم الاستقرار والانقلابات السياسية في عصره، ويشير بشكل متكرر إلى "الإسكندر الثاني" وسيلة لمخاطبة حاكمه محمد الثاني، الذي تولى هذا اللقب لنفسه أثناء حكمه.
تلعب المرايا دورًا مهمًا في جميع أنحاء أيينا. أولاً، اخترع الإسكندر مرآتين: المرآة في الإسكندرية، وجرس الغوص الذي صنعه بالتعاون مع أرسطو للمساعدة في استكشاف المحيط. ثانيًاً تعمل المرآة رمزًا لمساعدة الإسكندر على رؤية ما هو غير مرئي. ثالثًا، تعمل المرايا مثل الانعكاسات، وتُستخدم لتمثيل كيفية انعكاس أو سرد مؤلف العمل لأفعال الإسكندر في نصه عنه، لكنها ليست انعكاسًا إلا بقدر ما يُعترف بأن شكلها الأصلي لا يمكن الوصول إليه بشكل مباشر: "مرايا هذا الإسكندر الثاني هي من النوع الذي إذا أضيئت بالكامل لا يمكن احتواء مظهرها داخل مرآة السماء ذات اللون الصدئ". 

## الموجز

### ملخص
في رواية أمير خسرو، وعلى عكس الروايات الفارسية السابقة لأساطير الإسكندر، مثل رواية نظامي، لم يتم ذكر الروابط العائلية بين الإسكندر ودارا، كما لم يتم ذكر انتصار الإسكندر على دارا وزواجه اللاحق من روشانك. ومن الابتكارات الأسلوبية البارزة التي قام بها أمير خسرو هو تقديم كل قسم مهم بمقطع يشبه الأندرز، يليه حكاية، وسرد الإسكندر، وينتهي بساقي نامه أو مغني نامه تتضمن نسخة أمير خسرو عناصر القصة الفارسية الرئيسة: الرحلة إلى الصين، وبناء السور ضد يأجوج ومأجوج، والحوارات مع الفلاسفة، والاعتداءات على عبدة النار، والمنافسة بين الرسامين الصينيين واليونانيين. ومع ذلك، فإنه يغفل أجزاء أرض الظلام وماء الحياة، فضلًا عن تحول الإسكندر إلى نبي. وتنتهي الرواية بروايات مختلفة عن وفاة الإسكندر ودفنه.

### الصين
يبدأ النص باستعراض موجز لأهم أعمال الإسكندر، ثم روايات الإسكندر في الشاهنامة للفردوسي والإسكندرنامة للنظامي . ثم يذكر أمير خسرو أنه سيسلط المزيد من الاهتمام على القصص التي تم تجاهلها أو ذكرها بشكل عابر من السابقين. يبدأ هذا برواية مختلفة وطويلة جدًا للصدام مع ملك الصين، والتي قال أمير خسرو أنه قرأها في "تاريخ الملوك القدماء". تنتهي المعركة الدموية بمباراة مصارعة رمزية حيث يتفوق الإسكندر بسهولة على الإمبراطور الصيني، وكأن ذراعه مصنوعة من الشمع. من الممكن أن تكون هذه القصة قد صيغت كرد فعل جدلي على توسع المغول.

### الفلاسفة والأديان
على عكس كتاب إسكندر نامه لنظامي، الذي يمتدح الفكر الفلسفي لشخصيات مثل ابن سينا والفارابي، فإن كتاب الإسكندر لأمير خسرو يرفض مبادئهم الفكرية لأن العالم الإسلامي كان لديه بحلول ذلك الوقت وجهة نظر أكثر سلبية تجاه مساهماتهم الفكرية خاصةً بعد العداء الفكري الذي أبداه ابن تيمية والغزالي للمفكرين. أما بالنسبة لليونانيين، فإن الإسكندر يتسبب في طوفان يدمر اليونان القديمة، ولا يبقى على قيد الحياة سوى ثلاثة فلاسفة: أفلاطون، وهرقليس البنطي [الإنجليزية]، وبورفيري. في حلقة أخرى، وتحت إشراف أرسطو، يطور الإسكندر مجموعة متنوعة من التقنيات بما في ذلك الإسطرلاب، والمرآة، والغواصة. ويصبح الإسكندر أيضًا شخصية إسلامية أكثر واقعية، والذي، على عكس عمل نظامي، يساهم في تدمير الزرادشتية والهندوسية. كما أن المعتقد الديني لأمير خسرو دفعه إلى إدانة فكرة أن الحشود رثت الإسكندر في نعشه بعد وفاته.

## الترجمة الحرفية
هناك العديد من الطرق البديلة لتهجئة النص، مثل Â' ine-ye Eskandari . وهناك اختلاف كبير في كيفية ترجمة العناصر الثلاثة لعنوان Ayina-i Iskandarī إلى النصوص باللغة الإنجليزية. في بعض الحالات، يتم فصل العنصر الثاني عن العنصر الثالث بواسطة شرطة بدلاً من مسافة: Ayina-i-Iskandarī . العنصر الأول مكتوب بطرق مختلفة مثل Aina،  Ayina،  Aʾinah،  Âʾine. العنصر الثاني يُكتب بشكل مختلف على النحو التالي: i،  e،  ye.  العنصر الثالث مكتوب بشكل مختلف مثل إسكندري، إسكندري، سكندي.

## طالع أيضًا
- قصة إلكسندر
- يأجوج وماجوج
- قرون الإسكندر
- قصة ذو القرنين